# Bifonazol
El bifonazol es un fármaco de aplicación tópica que es un derivado imidazólico; comparte características con el buconazol, clormidazol, clotrimazol, econazol, fenticonazol, sulconazol y tioconazol. Los derivados imidazólicos tienen un espectro antimicótico parecido y aunque existen diferencias en su eficacia relativa frente a un microorganismo determinado, resulta difícil llevar a cabo una valoración clínico-terapéutica comparada.

## Características
El bifonazol es de amplio espectro frente a las diversas especies de dermatofitos, incluidas las formas de levaduras (candidiasis) y otros micetos como Malassezia furfur; es también eficaz frente a Corynebacterium minutissimum. El bifonazol posee efecto fungicida sobre los dermatófitos en concentraciones de 5 mg/L después de 6 horas de exposición. En concentraciones de 3 ng/mL inhibe el crecimiento rápido de la micelia de Trichophyton mentagrophytes. La acción en levaduras (Candida) es inicialmente fungistática, pero en concentraciones de 20 mg/L es fungicida. Penetra bien en las capas de la piel infectada: 6 horas después de su administración sus concentraciones exceden varias veces las concentraciones inhibitorias mínimas (CIM) para los hongos presentes en dermatomicosis: de 1 mg/cm3 en la capa superior de la epidermis (estrato córneo) a 5 mg/cm3 en el estrato papilar. Se observó una respuesta terapéutica similar entre el bifonazol y el ketoconazol. Hubo una tendencia hacia una mejoría más temprana con el uso de bifonazol, de acuerdo con las características clínicas de desenlace y el resultado del examen directo.

## Mecanismo de acción
El bifonazol inhibe la biosíntesis de ergosterol (sustancia componente de la pared celular del hongo) a dos niveles, cualidad que lo diferencia de otros antifúngicos y derivados azólicos que sólo actúan a un nivel. La inhibición de la síntesis de ergosterol provoca un deterioro estructural y funcional de la membrana citoplásmica. Se aplica rasurando toda el área para que el vello púbico no afecte la inserción y combata el hongo por sudoración, esto ocurre por la utilización de ropa húmeda u, a su vez, la utilización de manera constante de ropa con sudoración. En la formulación especial de la pomada de bifonazol para uñas, la urea actúa como un queratoplástico, es decir, reblandece la queratina de la uña infectada, lo que permite un desprendimiento no invasivo y atraumático de la uña infectada. Inclusive, estudios in vitro demostraron que la urea aumenta la profundidad de penetración del bifonazol en las uñas infectadas de los dedos del pie en humanos. Por lo tanto, la combinación de ambos aumenta el efecto antimicótico.

## Farmacocinética
No es absorbido sistémicamente o lo es en muy baja proporción (0.6%), en estudios de absorción después de su aplicación en la piel humana sana, no se hallaron concentraciones detectables en suero.

## Uso
Se aplica localmente durante 3 semanas en la tiña de los pies (tinea pedis) e interdigital, 2-3 semanas en la tiña de cuerpo, manos e ingles, 2 semanas en la pitiriasis versicolor y el eritrasma, y 2-4 semanas en las candidiasis cutáneas superficiales. Para la onicomicosis (micosis de las uñas) o tinea unguium se emplea una combinación de bifonazol (0.01 g) y urea (0.4 g). El empleo de bifonazol en gel es útil en dermatitis seborreica y pitiriasis capitis.

## Efectos secundarios
A veces produce reacciones locales irritativas; puede haber hipersensibilidad a uno de los excipientes de la crema, el alcohol cetilesterílico. Se aplica en forma de crema, solución y polvo.

## Uso en infantes
En niños, no se han realizado estudios en profundidad. Con base en un control de los datos clínicos registrados, no hay indicios que hagan temer efectos nocivos en niños. Sin embargo, en bebés sólo debe aplicarse bifonazol bajo supervisión médica.

## Efectos negativos posibles en el embarazo
Se describieron dos casos de recién nacidos con graves defectos de las extremidades que habían estado expuestos a altas dosis de bifonazol por vía (inaceptable) oral y/o intravaginal durante el primer trimestre del embarazo. Aunque sólo dos casos no son suficientes para establecer una relación, los datos sugieren que la ingesta materna de bifonazol al inicio del embarazo supone un riesgo de malformaciones morfogenéticas. La literatura sugiere varios posibles mecanismos.